# ソニド左旗
ソニド左旗（ソニドさき、モンゴル語：ᠰᠥᠨᠢᠳ 
ᠵᠡᠭᠦᠨ
ᠬᠣᠰᠢᠭᠤ　転写：Sönid jegün qosiɣu、
Сөнөд зүүн хошуу、中国語：苏尼特左旗）は、中華人民共和国内モンゴル自治区シリンゴル盟に位置する旗。地方政府はマンダルト・バルガス（満都拉図鎮）にある。略称は蘇左旗。
ソニドはチンギス・ハーンの子孫の名で、後に部落名となった。砂漠が多く、牧畜が主となっている。近年は砂嵐の脅威の下、観光業と花崗岩産業の発展に力を注いでいる。

## 行政区画
3バルガス（鎮）、4ソム（蘇木）を管轄
- バルガス（鎮）
  - マンダルト・バルガス（満都拉図鎮）
  - チャガーン・オボー・バルガス（査干敖包鎮）
  - バインノール・バルガス（巴彦淖爾鎮）
- ソム（蘇木）
  - バインウラ・ソム（巴彦烏拉蘇木）
  - サイハンゴビ・ソム（賽罕高畢蘇木）
  - ホンゴル・ソム（洪格爾蘇木）、
  - ダライ・ソム（達来蘇木）